# 夕食ホット
夕食ホット（ゆうしょくホット）は、日本の音楽グループである。2014年5月にアルバム『定食ホット』でデビュー。

## 概要
グループ名の由来は、音響業界のケーブルについての専門用語「有色ホット」から。音響についての知識がほとんど無かったしょったんときくっちゃんがケーブルの繋ぎ方について聞いたところ、すだっちが答えた「有色ホット」の「有色」を「夕食」と勘違いしたことが始まりだという。

## メンバー
しょったん
ボーカル。たまに作詞。
東京都出身。三女。
姉弟で組んだユニット「姉と僕」でハモネプリーグにて優勝し歌の世界へ。
きくっちゃん
鍵盤楽器。作詞作曲編曲。
京都出身。
音楽をまったく聞かない。 作曲・作詞・編曲は「菊地裕」名義で行うこともある。
Charisma.com、松本梨香 、アルケミスト、ザ・コインロッカーズ、コマンダンテ に楽曲を提供している
フジテレビ ドラマ『踊り場にて』 （第33回フジテレビヤングシナリオ大賞）
テレビ東京『○○と新どうが』
NHK ドキュメンタリー『横尾忠則 聖者を描く 「寒山拾得」の世界』
すだっち
ギター。東京都出身。作曲の機会をちらちら伺う。但し2021年以降夕食ホットでギターを弾いていない。

## 略歴
- 2010年　楽器メーカーの社員だったすだっちが「ハモネプリーグ」（フジテレビ系列）に兄弟姉妹4人組で出演したしょったんに惚れ込み、その前から知り合いだったきくっちゃんを誘って3人でセッション。誰からともなく「一緒にやろう」と言い出して結成した[1]。
- 2011年　元CHARCOAL FILTERの大塚雄三の誘いにより、ライブイベント「1139411」に出演。初ステージがShibuya O-WESTとなる。
- 2014年　5月7日 - 1stアルバム『定食ホット』をリリース。
- 2015年　10月7日 - 2ndアルバム『1903』をリリース。
- 2017年　4月5日 - 3rdアルバム『からだのなか』をリリース。テレビ東京系列『◯◯と新どうが（4月〜9月放送）』の番組テーマ曲に、書き下ろし曲「きいろ」が採用された。番組内ジングルも夕食ホットが担当。
- 2020年 - 配信限定EP『color><timer』『たたかい』をリリース。
- 2022年 - デジタルアルバム『lyric』『prism』『door』『blue』を4作同時リリース。

## ディスコグラフィ
|                      | 発売日         | タイトル               | 品番         | 収録曲 | 備考           |
| ミニアルバム         | ミニアルバム   | ミニアルバム           | ミニアルバム | ミニアルバム | ミニアルバム   |
| -------------------- | -------------- | ---------------------- | ------------ | --- | -------------- |
| 1st                  | 2011年11月11日 | ひとよ                 | UHCA-00001   | 1. 人よ一夜に 2. giovanni 3. オーロラ 4. 信じてもいいと思ったんだよ | ライブ限定販売 |
| フルアルバム         |                |                        |              | |                |
| 1st                  | 2014年5月7日   | 定食ホット             | HPCA-0001    | 1. ライブのイントロ 2. 揶揄よ 3. 嫌いだよ 4. ジグソー 5. ながれぼし -定食 version- 6. 迷子にならないように 7. いつかの晴れた日 8. タイムマシン -定食 version- 9. ココロノタネ 10. 水平線 11. ハミガキウガイ |                |
| 2nd                  | 2015年10月7日  | 1903                   | HPCA-0002    | 1. はじまりはじまり 2. 時々 3. giovanni 4. 爪先ロック 5. 1903 6. 草々 7. 泡のよう 8. 夜露と星喰う 9. クリップライト with メリヤス♀ 10. 風船の歌 11. かぞえうた 12. 目が覚めると僕は                         |                |
| 3rd                  | 2017年4月5日   | からだのなか           | HPCA-0003    | 1. 刺す猿 2. この胸とまれ 3. Dr. 4. 根菜て子 5. でくのぼうさん 6. グレー 7. フィリフヨンカのぎざぎざ 8. 鼻 9. オーロラ 10. 見ぃつけた 11. ひびのひび 12. ひまわり                                           |                |
| 4th                  | 2024年11月1日  | 田辺くんとこはるちゃん | HPCA-0004    | 1. 時の奴隷 2. オリオン 3. ハルニレ 4. 編む 5. ヒバリ 6. 六花さんは慣れてゆく 7. クローバー 8. ましな日に描いた絵 9. キカイダ 10. 素敵なごじかんめ 11. リルー 12. 扁桃腺 13. 何気ないビート                 |                |
| 配信限定EP           |                |                        |              | |                |
| 1st EP               | 2020年4月27日  | color><timer           | color><timer | 1. color><timer 2. ルーム 3. 春が来たい 4. ルーム（Live） |                |
| 2nd EP               | 2020年5月18日  | たたかい               | たたかい     | 1. たたかい 2. 勇気一つを友にして（Live） 3. オルタナティブ 4. 何気ないビート |                |
| 配信限定ミニアルバム |                |                        |              | |                |
| 1st                  | 2022年3月1日   | lyric                  | lyric        | 1. お目目があかないよ 2. あけがた 3. サキノハカといふ黒い花といっしょに 4. 白いホワイト 5. 牛乳嫌い 6. 卒業                                                                                                 |                |
| 2nd                  | 2022年3月1日   | prism                  | prism        | 1. プリズム 2. エンドロール 3. 買えるの歌 4. 何もない竹若 5. 四月の嘘 6. 空を聴く本棚 7. 絹の香り |                |
| 3rd                  | 2022年3月1日   | door                   | door         | 1. 第一日曜日 2. セロ弾きのセロリ 3. 消えたポスト 4. たいへんなご馳走 5. ひるねこの尾 6. おかえりなさい |                |
| 4th                  | 2022年3月1日   | blue                   | blue         | 1. 深草 2. 境界線、青 3. 街の色 4. 青春の歌 5. 春の匂いを僕は食べました |                |

## アートワーク
アルバムやポスター等のアートワーク、MVの企画・制作・絵コンテ・編集、衣装デザインなどは全てメンバーで行っている。アルバムのジャケットはきくっちゃんによる水彩画。また2022年4作同時リリースのデジタルアルバムのジャケットは、4作とも画家の阪本トクロウ氏の作品による。

## ゲスト・ミュージシャン、共作など
- 根岸孝旨 - 2ndアルバム『1903』にて、数曲の編曲及びベースで参加。ライブではサポートベース及びサポートギター。
- メリヤス♀（Charisma.com） - 2ndアルバム『1903』にて、クリップライト with メリヤス♀に作詞、ボーカルで参加。
- アルケミスト - 夕食ホットと親交が深く、2マンイベントを複数回行っており、過去2曲楽曲を共作している。
- 最上もが（でんぱ組.inc） - 楽曲『1903』のMVに出演[8][9][10]。
- きいち - 夕食ホット結成時からよろず相談窓口及びベーシストとして夕食ホットを支える。
- 菅田直人 - 2012年2月9日の夕食ホット 1st Mini Album「ひとよ」レコ発ライブ with 宮本一粋よりサポートドラムとして参加。
- 黄帝心仙人 - 夕食ホットのMusic Video『刺す猿』の監修。
- 阪本トクロウ - 画家。夕食ホット配信アルバム『lyric』『prism』『door』『blue』にジャケット画を提供。また夕食ホットのMVに原画を多数提供[11]。
- ヘイブラウン - 共同企画ライブ『white』、ライブ会場限定アルバム『ホワイト』共作[12]。ヘイブラウンメインボーカルしゅうへいはボーカルしょったんの実弟。